# Durham, Kansas
Durham är en ort i Marion County i Kansas. Vid 2010 års folkräkning hade Durham 112 invånare.